# Бриде
Бриде (африк. Breërivier) — река в Южной Африке.
Река протекает в Западной Капской провинции ЮАР. Её длина составляет 337 километров, площадь бассейна — около 12 384 км². Впадает в Индийский океан. В устье расположен порт Бофорта. По устью реки проходят административные границы районов Эден и Оверберг.
Имеет ряд притоков. Воды реки используются для орошения, на ней сооружён ряд плотин. Используют для туристических прогулок, в ней отсутствуют бегемоты, и крокодилы. Долина реки Бриде — один из четырёх главных винодельческих районов страны.